# دان كاري (لاعب اللاكروس)
دان كاري (بالإنجليزية: Dan Carey)‏ هو لاعب اللاكروس أمريكي، ولد في 23 أبريل 1982 في بيتيربوروغ في كندا.